# چشمه سرخ (میرجاوه)
چشمه سرخ روستایی در دهستان جون‌آباد بخش لادیز شهرستان میرجاوه استان سیستان و بلوچستان ایران است.

## جمعیت
بر پایه سرشماری عمومی نفوس و مسکن در سال ۱۳۹۵ جمعیت این مکان ۴۵ نفر (۱۰خانوار) بوده‌است.